# Бис(дикарбонил(циклопентадиенил)рутений)
Бис(дикарбонил(циклопентадиенил)рутений) — карбонильный комплекс металлоорганического
сэндвичевого комплексного соединения
рутения и циклопентадиена
с формулой [Ru(C5H5)(CO)2]2,
оранжевые кристаллы.

## Получение
- Раствор хлорида рутения(III) в метаноле нагревают а автоклаве под давлением монооксида углерода в 10 бар:

{\displaystyle {\mathsf {2RuCl_{3}+3CO\ {\xrightarrow {65^{o}C,\ 10~bar}}\ [RuCl_{2}(CO)_{3}]_{2}+...}}}
- Полученный бис(дихлорид трикарбонилрутения) кипятят с раствором циклопентадиенида натрия в тетрагидрофуране:

{\displaystyle {\mathsf {[RuCl_{2}(CO)_{3}]_{2}+2NaC_{5}H_{5}\ {\xrightarrow {66^{o}C}}\ [Ru(C_{5}H_{5})(CO)_{2}]_{2}+2NaCl+...}}}

## Физические свойства
Бис(дикарбонил(циклопентадиенил)рутений) образует оранжевые кристаллы.
Устойчив на воздухе.
Хорошо растворяется в бензоле, ацетоне, метиленхлориде и хлороформе.
Не растворяется в петролейном эфире.

## Применение
- Используется как прекурсор при получении рутенийсодержащих плёнок [1].